# Levothyroxine
Levothyroxine, hay còn được gọi là L-thyroxine, là một dạng sản xuất của hormone tuyến giáp, thyroxine (T4). Thuốc được sử dụng để điều trị thiếu hụt hormone tuyến giáp bao gồm cả dạng nghiêm trọng được gọi là hôn mê myxedema. Chúng cũng có thể được sử dụng để điều trị và ngăn ngừa một số loại khối u tuyến giáp. Thuốc không được chỉ định cho mục đích giảm cân. Levothyroxine được dùng bằng đường uống hoặc được tiêm vào tĩnh mạch. Thời gian để đạt đến hiệu quả tối đa từ một liều cụ thể có thể cần đến sáu tuần.
Tác dụng phụ khi sử dụng quá liều có thể có như sụt cân, khó chịu về nhiệt, đổ mồ hôi, lo âu, khó ngủ, run và nhịp tim nhanh. Sử dụng không được khuyến cáo ở những người đã từng bị đau tim gần đó. Sử dụng trong khi mang thai đã được chứng minh là an toàn. Liều thuốc nên dựa trên các kết quả đo thường xuyên của nồng độ TSH và T4 trong máu. Phần lớn tác dụng của levothyroxin do chúng được chuyển đổi thành triiodothyronine (T3), một hormone tuyến giáp.
Levothyroxine lần đầu tiên được sản xuất vào năm 1927. Nó nằm trong danh sách các thuốc thiết yếu của Tổ chức Y tế Thế giới, tức là nhóm các loại thuốc hiệu quả và an toàn nhất cần thiết trong một hệ thống y tế. Levothyroxine có sẵn dưới dạng thuốc gốc. Chi phí bán buôn ở các nước đang phát triển là khoảng 0,58 đến 12,28 USD cho một tháng. Tại Hoa Kỳ, một tháng điều trị điển hình có chi phí ít hơn 25 USD. Levothyroxine là loại thuốc được kê đơn phổ biến nhất ở Mỹ vào năm 2015.